# 노우호로드시베르스키

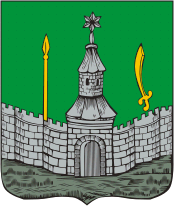
시 문장

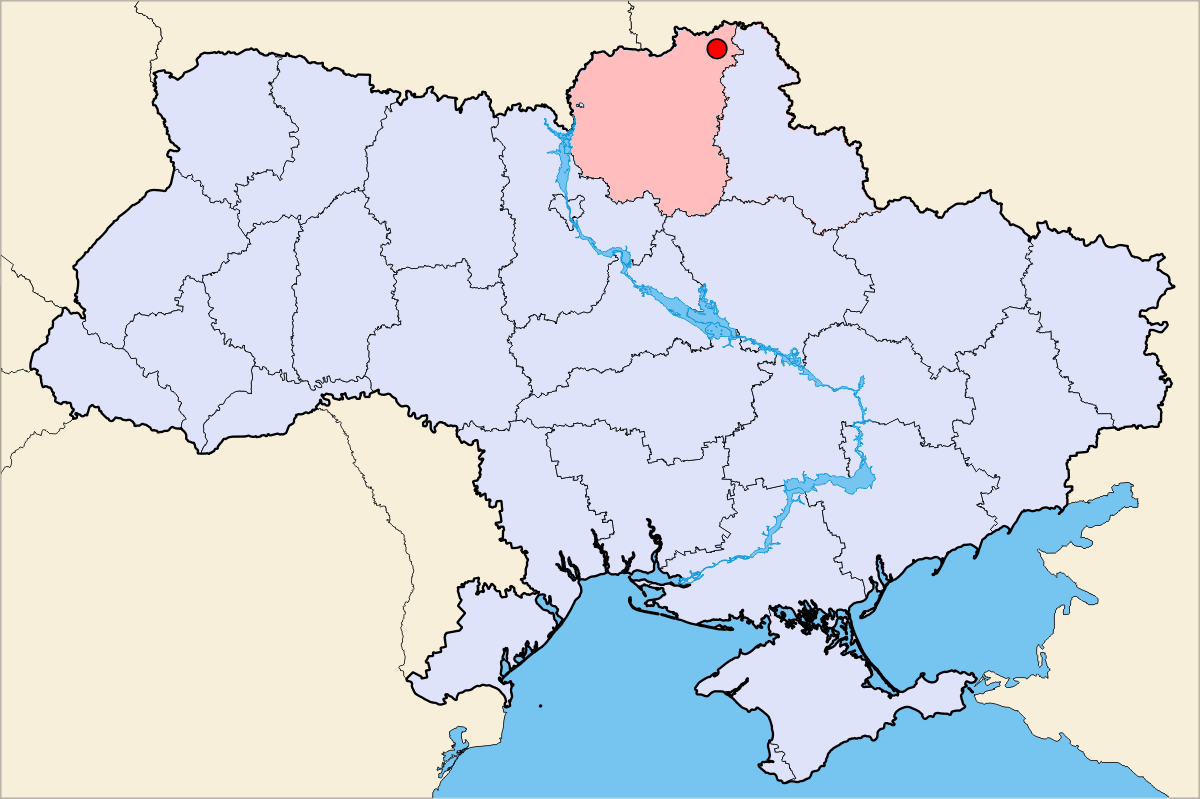
노우호로드시베르스키의 위치

노우호로드시베르스키(우크라이나어: Новгород-Сіверський, 러시아어: Новгород-Северский 노브고로드세베르스키[*], 폴란드어: Nowogród Siewierski)는 우크라이나 체르니히우주에 위치한 역사적 도시로, 행정 구역상으로는 노우호로드시베르스키 구에 속한다. 데스나강과 접하며 키예프(우크라이나의 수도)에서 330km, 러시아 국경에서 남쪽으로 45km 정도 떨어진 곳에 위치한다. 면적은 11.81km2, 인구는 15,200명(2001년 기준)이다.
1044년 문헌에 처음 등장했고 1098년 세베리아 공국의 수도가 되었다. 1239년 몽골 제국의 침공으로 파괴되었지만 동쪽으로 세력을 확장한 리투아니아 대공국에 병합되었다. 1503년 모스크바 대공국에 정복되었지만 러시아 차르국의 동란 시대를 틈탄 폴란드가 한때 이 곳을 차지하기도 했다. 1654년부터 1667년까지 일어난 러시아-폴란드 전쟁의 결과로 모스크바의 영토가 되었다.